# Lambert Tegenbosch
Lambertus Josephus Maria (Lambert) Tegenbosch (Eindhoven, 6 mei 1926 – Heusden, 24 december 2017) was een Nederlands kunstcriticus, publicist en galeriehouder.

## Leven en werk
Tegenbosch was een zoon van een Eindhovens sigarenmaker. Hij werd naar het kleinseminarie gestuurd om priester te worden, maar haakte af. Hij behaalde de MO-akte Nederlands in Tilburg en werd docent.
Na zijn studie ging hij voor diverse bladen over kunst schrijven. Hij was jarenlang redacteur van het literair tijdschrift Roeping (1949-1963) en kunstcriticus voor de Volkskrant (1954-1975). Tegenbosch publiceerde ook een aantal monografieën, over kunstenaars als Gerrit Benner, Lucebert en Charlotte van Pallandt. 
In 1970 ontving hij voor zijn gehele oeuvre de Cultuurprijs van de provincie Noord-Brabant. Tegenbosch had diverse nevenfuncties, hij was bestuurslid van de Nederlandse vereniging van galeriehouders, bestuurslid van het Keramisch Werkcentrum en lid van de Kunst Adviescommissie in Heusden en lid van de Culturele Raad van Noord-Brabant. In 1999 werd hij benoemd tot Ridder in de Orde van Oranje-Nassau. 
Tegenbosch stond in 1984 aan de wieg van de KunstKoopregeling, waarbij klanten kunst in termijnen kunnen betalen, terwijl de rente wordt gesubsidieerd.
Tegenbosch overleed in 2017, op 91-jarige leeftijd en werd begraven op De Nieuwe Ooster in Amsterdam. Hij was in eerste huwelijk getrouwd met kunstenares Geertrui Charpentier (1930-2012).

## Kunsthandel Lambert Tegenbosch
In 1977 opende Tegenbosch een kunsthandel met galerie aan de Putterstraat 48 in Heusden. Hij liet in zijn zaak het werk van West-Europese moderne kunstenaars zien. Er werden dependances geopend in Amsterdam (1982-1986) en Eindhoven (1985-1989) die minder succesvol waren, omdat de bezoekers liever de baas zelf spraken dan zijn filiaalchefs.  Hij sloot de zaak in Heusden na 30 jaar.